# Льовочкін Володимир Анатолійович
Володи́мир Анато́лійович Льо́вочкін (25 березня 1946, Київ, Українська РСР, СРСР — 19 грудня 2005, Київ, Україна) — український державний діяч. Голова Державного департаменту України з питань виконання покарань в 2001—2005 роках. Заслужений юрист України, член Спілки юристів та кримінологічної асоціації України, кандидат юридичних наук, генерал-полковник внутрішньої служби у відставці.
Батько відомого українського політика та олігарха Льовочкіна Сергія Володимировича та його сестри-політика Льовочкіної Юлії Володимирівни.

## Життєпис
Народився 25 березня 1946 у Києві.

Могила Володимира Льовочкіна

У січні 1972 розпочав роботу у пенітенціарній системі, пройшовши шлях від інспектора-методиста відділу виправно-трудових колоній управління виправно-трудових управлінь МВС УРСР до Голови Державного департаменту України з питань виконання покарань (2001–2005). Вніс значний внесок у реформування пенітенціарної системи України.
Жив у Києві. Помер 19 грудня 2005. Похований на Байковому кладовищі (ділянка № 52а).